# Pirey
Pirey ist eine französische Gemeinde mit 2179 Einwohnern (Stand: 1. Januar 2022) im Département Doubs in der Region Bourgogne-Franche-Comté. Sie gehört zum Arrondissement Besançon und ist Mitglied im Gemeindeverband Grand Besançon Métropole. Die Bewohner werden Piroulets und Piroulettes genannt.
Die Gemeinde erhielt 2024 die Auszeichnung „Eine Blume“, die vom Conseil national des villes et villages fleuris (CNVVF) im Rahmen des jährlichen Wettbewerbs der blumengeschmückten Städte und Dörfer verliehen wird.

## Geographie
Pirey liegt auf 305 m, etwa sechs Kilometer nordwestlich der Stadt Besançon (Luftlinie). Das Dorf erstreckt sich in der leicht gewellten Landschaft zwischen den Flussläufen von Doubs (im Süden) und Ognon (im Norden) nordwestlich des Fort des Montboucons.
Die Fläche des 6,67 km² großen Gemeindegebiets umfasst einen Abschnitt südlich des Ognon. Der zentrale Teil des Gebietes wird vom Plateau eingenommen, das nördlich an das Doubstal anschließt und durchschnittlich auf 290 m liegt. Das nicht besiedelte Gebiet ist von Acker- und Wiesland bestanden; im Süden befindet sich die ausgedehnte Waldung Bois de la Chaille. Flankiert wird das Plateau von Pirey im Südosten vom Höhenrücken des Fort des Montboucons, auf dem mit 370 m die höchste Erhebung von Pirey erreicht wird und der die südöstliche Grenze bildet. Nach Norden erstreckt sich das Gemeindeareal über die langgezogene Anhöhe von Pirey (350 m) bis in das Quellgebiet der Lanterne (Zufluss des Ognon).
Nachbargemeinden von Pirey sind Miserey-Salines im Norden, École-Valentin im Osten, Besançon im Südosten sowie Pouilley-les-Vignes im Westen.

## Geschichte
Erstmals urkundlich erwähnt wird Pirey im Jahr 1134 unter dem Namen Piré. Im Verlauf der Zeit wandelte sich die Schreibweise über Pire (1244), Pirei (1316) und Pireyo (1394) zum heutigen Namen. Im Mittelalter hatten verschiedene Herrschaften Grundbesitz auf dem Gebiet von Pirey. Im Jahr 1674 wurde der Ort im Rahmen der Belagerung von Besançon durch die Truppen von König Ludwig XIV. zerstört. Zusammen mit der Franche-Comté gelangte das Dorf mit dem Frieden von Nimwegen 1678 definitiv an Frankreich.

## Sehenswürdigkeiten

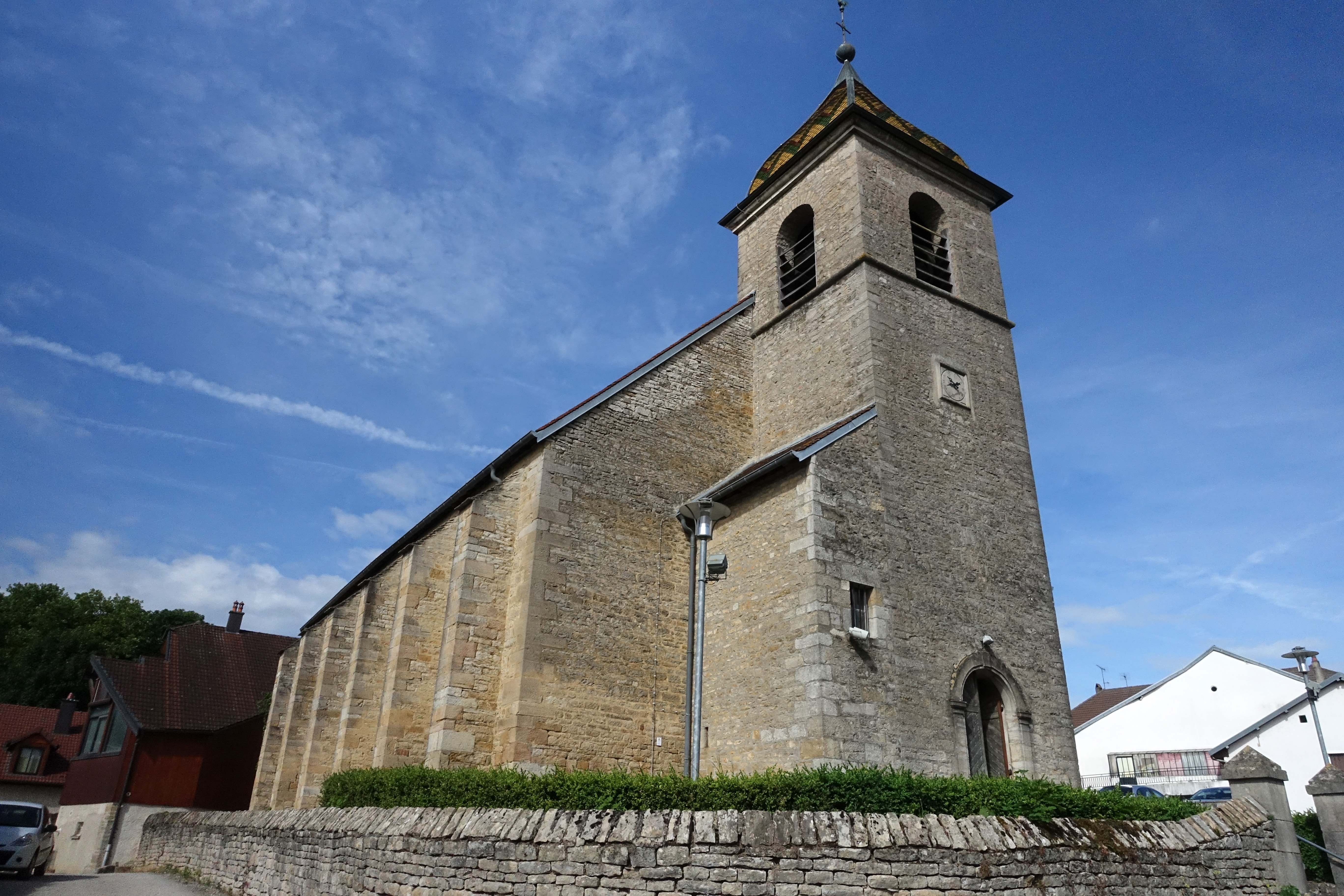
Kirche Saint-Martin

Die Kirche Saint-Martin wurde 1689 erbaut und später mehrfach umfassend restauriert. Sie besitzt eine reiche Ausstattung, insbesondere das 1805 erworbene Mobiliar aus dem ehemaligen Couvent de Consolation. 
Zu den profanen Sehenswürdigkeiten zählen das kleine Schloss mit seinen Ecktürmen, verschiedene Häuser im alten Ortskern im traditionellen Stil der Franche-Comté aus dem 17. bis 19. Jahrhundert, mehrere Dorfbrunnen sowie das von 1874 bis 1879 erbaute Fort des Montboucons, das die Straßen von Besançon nach Gray und Vesoul sicherte.

## Bevölkerung
| Jahr                       | 1962 | 1968 | 1975 | 1982 | 1990 | 1999 | 2006 | 2016 |
| Einwohner                  | 404  | 459  | 818  | 1055 | 1234 | 1441 | 1694 | 2049 |
| Quellen: Cassini und INSEE |      |      |      |      |      |      |      |      |

Mit 2179 Einwohnern (Stand 1. Januar 2022) gehört Pirey zu den mittelgroßen Gemeinden des Départements Doubs. Nachdem die Einwohnerzahl in der ersten Hälfte des 20. Jahrhunderts stets im Bereich zwischen 290 und 340 Personen gelegen hatte, wurde seit Beginn der 1960er Jahre ein markantes Bevölkerungswachstum verzeichnet. Seither hat sich die Einwohnerzahl mehr als vervierfacht.

## Wirtschaft und Infrastruktur
Pirey war bis weit ins 20. Jahrhundert hinein ein vorwiegend durch die Landwirtschaft (Ackerbau, Obstbau und Viehzucht) geprägtes Dorf. Heute gibt es verschiedene Betriebe des Klein- und Mittelgewerbes. Seit den 1970er Jahren hat sich südlich des Dorfes entlang der Hauptstraße eine Gewerbezone entwickelt. Hier haben sich rund 65 Betriebe der Branchen Mikromechanik, Werkzeugmaschinenbau und Metallverarbeitung niedergelassen. Daneben gibt es zahlreiche Betriebe des Einzelhandels. Mittlerweile hat sich das Dorf auch zu einer Wohngemeinde gewandelt. Viele Erwerbstätige sind deshalb Wegpendler, die in der Agglomeration Besançon ihrer Arbeit nachgehen.
Die Ortschaft ist verkehrstechnisch gut erschlossen. Sie liegt an einer Departementsstraße, die von Franois nach École-Valentin führt. Der nächste Anschluss an die Autobahn A36, welche das Gemeindegebiet durchquert, befindet sich in einer Entfernung von ungefähr fünf Kilometern. Weitere Straßenverbindungen bestehen mit Besançon, Pouilley-les-Vignes und Miserey-Salines.